# My Architect
My Architect é um filme-documentário estadunidense de 2003 dirigido e escrito por Nathaniel Kahn, que segue a história do pai do diretor, o arquiteto Louis Kahn (1901-1974). Foi indicado ao Oscar de melhor documentário de longa-metragem na edição de 2004.